# Орозалиев, Керимкул Кенжеевич
Керимкул Кенжеевич Орозалиев (кирг. Керимкул Орозалиев; 1 мая 1912, село Уч-Эмчек Семиреченской области Российская империя — 17 декабря 2008) — киргизский советский политический деятель, секретарь ЦК КП(б) Киргизии, учёный-историк. Лауреат Государственной премии Киргизской ССР в области науки и техники (1970).

## Биография
В 1926—1929 гг. воспитывался в детском доме. Студент Фрунзенского педагогического техникума (1929—1931).
В 1937 году окончил Московский историко-архивный институт. К тому времени уже имеет опыт работы начальником сектора культуры Управления народно-хозяйственного учёта при СНК Киргизской АССР.
После учёбы в институте работал редактором, заместителем директора Киргизского государственного издательства, затем заместителем председателя радиокомитета при Совнаркоме Киргизской ССР.
В 1940—1942 гг. — заведующий сектором печати ЦК КП(б) Киргизии.
В 1942—1944 гг. — секретарь Фрунзенского обкома партии. В 1946—1952 г. К. К. Орозалиев — заведующий отделом, затем секретарь ЦК КП(б) Киргизии по пропаганде и агитации, секретарь ЦК КП(б) Киргизии (14.2.1949-9.1.1952).
В 1944—1946 — слушатель Высшей партийной школы при ЦК ВКП(б).
С 1953 по 1955 год, являясь заместителем Фрунзенского облисполкома (1952—1956), учился в Академии общественных наук ЦК КПСС.
В  1956—1977 годах был директором Института истории Академии наук Киргизской ССР. В 1977—1985 г. руководил Институтом истории партии при ЦК КП Киргизской ССР — филиал Института марксизма-ленинизма при ЦК КПСС.
Будучи на пенсии, возглавлял Правление Фрунзенской организации общества «Знание».
К. К. Орозалиев — крупный специалист по истории Коммунистической партии Киргизии, автор более 90 научных трудов, в том числе 7 монографий.

## Избранные публикации
- Очерки истории исторической науки в советском Киргизстане (1918—1960 гг.). Фрунзе, 1961. (в соавт.)
- 40 лет Киргизской ССР (истор. очерк). 1966
- Исторический опыт перехода киргизского народа к социализму, минуя капитализм. Академия наук Киргизской ССР. Институт истории. Фрунзе: Илим, 1974
- Киргизская ССР. Фрунзе: Илим, 1972 (в соавт.)
- В братском содружестве — к коммунизму: исторический опыт развития Советского Киргизстана. Фрунзе: Илим, 1977
- Очерки истории Коммунистической партии Киргизии / Ин-т истории партии при ЦК Компартии Киргизии, фил. Ин-та марксизма-ленинизма при ЦК КПСС. 1979